# Борсук японський
Борсук японський (Meles anakuma) — вид класу Ссавці (Mammalia) ряду Хижі (Carnivora) родини Куницеві (Mustelidae). Генетичні дослідження показують, що є істотні відмінності між японським та азійським борсуком, і японські борсуки є генетично однорідніші.

## Поширення
Цей вид є ендемічним до Японії, де проживає на острові Хонсю, Кюсю, Сікоку і Сьодосіма.

## Морфологія
Японський борсук менший (середня довжина 79 см для самців і 72 см для самиць) і має менший статевий диморфізм (за винятком розмірів іклів), ніж європейський борсук. Хвіст завдовжки від 14 до 20 см. Дорослі особини зазвичай важать від 4 до 8 кг. Передні ноги оснащені потужними кігтями для копання. Кігті на задніх лапах менші. Верх тіла вкриває довге сіро-коричневе волосся. Черевне волосся коротке і чорне. Лицеві відмітини не такі контрастні як у європейських борсука. Череп менший, ніж у європейських борсука.

## Стиль життя
Японські борсуки харчуються дощовими хробаками від весни до осені в субальпійскій зоні, вічнозелених лісах і Токійському передмісті. Крім хробаків борсуки споживають ягоди, жуків та хурму. Ведуть нічний спосіб життя, і їх діяльність майже припиняється в січні і лютому. На відміну від європейських борсуків, тільки самиці займаються вирощуванням дитинчат у передмісті Токіо.
Починаючи з дворічного віку самиці спаровуються і народжують двох або трьох дитинчат навесні (березень-квітень). Вони спаровуються знову незабаром після цього, але затримка імплантації триває до наступного лютого.

## Загрози
Чисельність населення зменшується. Підвищення освоєння земель і сільське господарство, а також конкуренція з боку введених єнотів є загрозами. Полювання є законним, але різко скоротилося з 1970 року.